# Bill Strutton
William Harold „Bill“ Strutton (* 23. Februar 1918 in South Australia, Australien; † 23. November 2003 in Catalonia, Spanien) war ein australischer Drehbuchautor. Er schrieb Drehbücher für englische Fernsehserien, von denen viele auch in Deutschland ausgestrahlt wurden. 

## Leben
Im Jahr 1958 schuf er mit Ivanhoe die erste auf einem Roman von Walter Scott basierende Fernsehserie. Im Gegensatz zur 1970 in Frankreich gedrehten 13-teiligen Fernsehserie Quentin Durward war die  Handlung des gleichnamigen Romans von Walter Scott hier lediglich die Vorlage für neue Abenteuer des Helden. Auf diese Weise entstanden 39 Folgen. Die ARD sendete 1962 und 1963 insgesamt 13 Folgen der Serie.
Ab 1962 schrieb er für eine weitere Fernsehserie mit Roger Moore als Protagonisten: Simon Templar. Auch bei diesen Drehbüchern wurden die Handlungen der Romane oft kreativ verändert. Die Annahme, dass dies im Sinne des Geschmacks des Publikums geschah, wird dadurch gestützt, dass es diese Serie auf 118 Folgen brachte.
Neben weiteren anderen Projekten beteiligte er sich auch als Autor an einer in Deutschland besonders bekannten britischen Fernsehproduktion: Mit Schirm, Charme und Melone. 

## Filmografie (Auswahl)
- 1958: Ivanhoe (Fernsehserie)
- 1963: Simon Templar (The Saint, Fernsehserie, 2 Episoden)
- 1965: Doctor Who (Fernsehserie, 6 Episoden)
- 1968: Geheimauftrag K (Assignment K)
- 1969: S.O.S. – Charterboot (Riptide, Fernsehserie, 2 Episoden)
- 1970: Paul Temple (Fernsehserie)